# Xenomyrmex

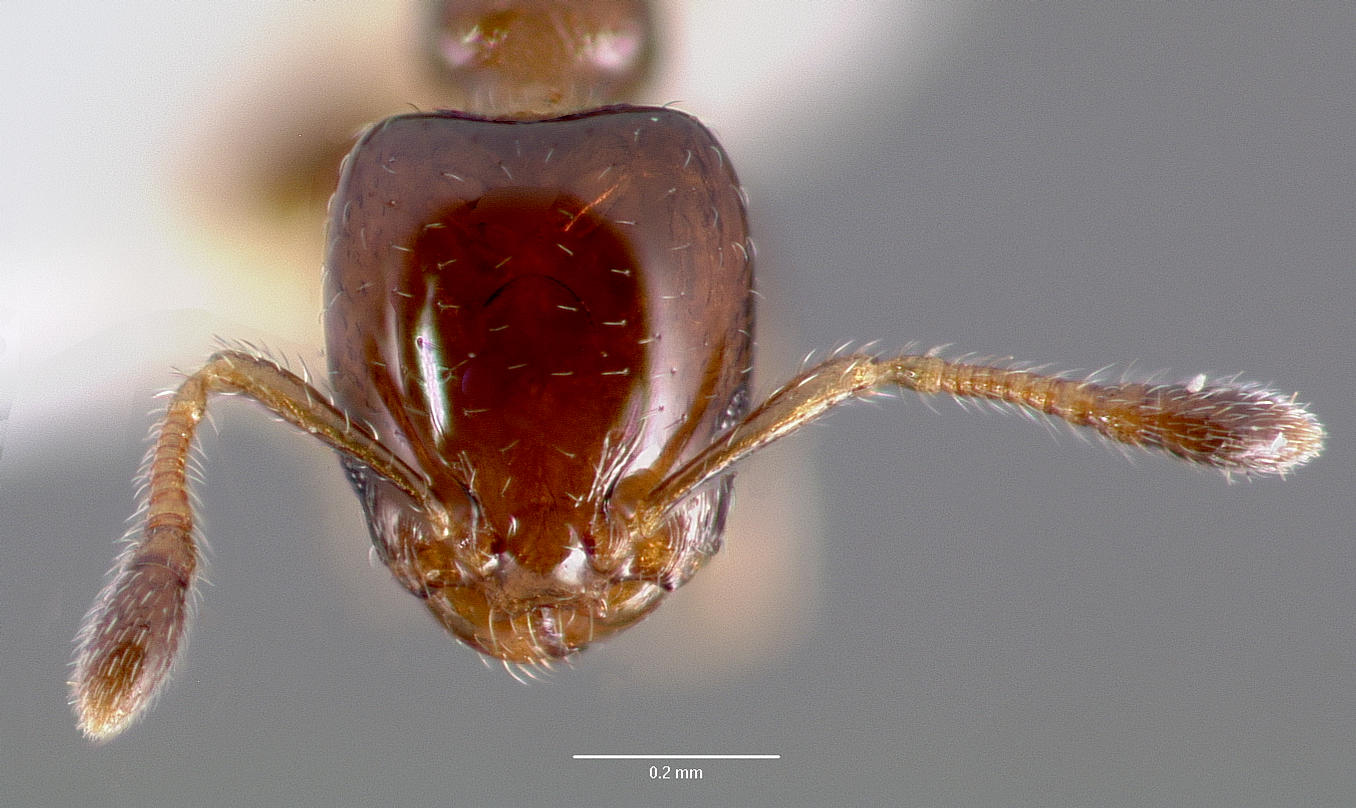
Xenomyrmex floridanus

Xenomyrmex  (лат.) — род мелких муравьёв (Formicidae) из подсемейства Myrmicinae.

## Распространение
Неотропика. Род известен из Флориды (США), Вест-Индии и от Мексики до, по крайней мере, Панамы.

## Описание
Мелкие муравьи (длина около 2—3 мм) желто-рыжего цвета, блестящие. Глаза находятся в передней трети головы. Гнездятся в полостях живых или мёртвых растений.

## Систематика
Известно 4 вида. Род был впервые выделен в 1885 году и в настоящее время относится к трибе Crematogastrini (ранее рассматривался в составе Formicoxenini или как подрод в Monomorium).
- Xenomyrmex floridanus Emery, 1895
  - Xenomyrmex floridanus floridanus Emery, 1895
  - Xenomyrmex floridanus skwarrae Wheeler, 1931
- Xenomyrmex panamanus (Wheeler, 1922) (=Myrmecinella panamana)
- Xenomyrmex picquarti (Forel, 1899) (=Solenopsis picquarti)[5]
- Xenomyrmex stollii Forel, 1885 typus